# Hyperbolische ruimte

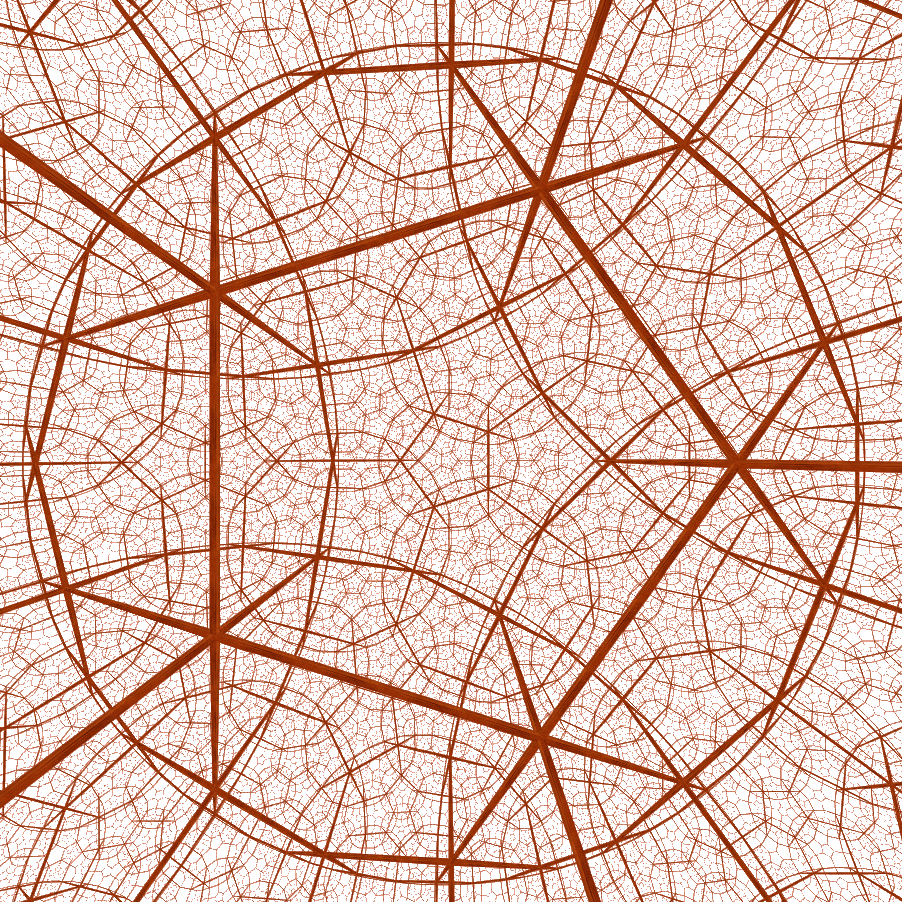
Betegeling met twaalfvlakken van de

In de meetkunde, een deelgebied van de wiskunde, is een hyperbolische ruimte een soort van niet-euclidische ruimte.  Net zoals dat de bolmeetkunde een constante positieve kromming heeft, heeft de hyperbolische meetkunde een negatieve kromming: ieder punt in de hyperbolische ruimte is een zadelpunt. Evenwijdige lijnen zijn in de hyperbolische ruimte niet op unieke wijze gekoppeld: gegeven een lijn en een punt dat niet op die lijn ligt, kan er een oneindige aantal lijnen, die door dit punt gaan worden getekend, die met de eerste in dit vlak liggen en het niet snijden. Dit is dus anders dan in de euclidische meetkunde, waar evenwijdige lijnen aan elkaar zijn gekoppeld en anders dan in de bolmeetkunde, waar evenwijdige lijnen niet bestaan, omdat alle lijnen, die in de bolmeetkunde grootcirkels zijn, elkaar kruisen. Een andere  kenmerkende eigenschap is de hoeveelheid ruimte die door een {\displaystyle n}-bal in de hyperbolische {\displaystyle n}-ruimte wordt afgedekt. Deze neemt in relatie tot de straal van de bal exponentieel in plaats van polynomiaal toe.
Er staat in de figuur een betegeling van een driedimensionale hyperbolische ruimte {\displaystyle H^{3}} met twaalfvlakken. Vier twaalfvlakken komen op elke ribbe bij elkaar en acht komen er in elk hoekpunt bij elkaar, net zoals bij een betegeling met kubussen in de elliptische ruimte {\displaystyle E^{3}}.